# Christophe Joseph Marie Dabiré
Christophe Joseph Marie Dabiré (27 agosto 1948) è un politico ed economista burkinabè.
Ha ricoperto l'incarico di Primo Ministro del Burkina Faso  dal 24 gennaio 2019 al 9 dicembre 2021, ruolo ricoperto su nomina del presidente Roch Marc Christian Kaborè in seguito alle dimissioni di Paul Kaba Thieba e del suo gabinetto. Dabirè aveva in precedenza rappresentato il Burkina Faso presso L'Unione economica e monetaria dell'Africa occidentale.

## Biografia
Dabirè ha servito sotto Thomas Sankara come Direttore degli Studi e dei Progetti presso il Ministero dell'Economia e della Pianificazione dal 1984 al 1988. Dal 1994 al 1996, Dabirè ha ricoperto la carica di Ministro della Salute sotto il Governo Kaborè. L'anno successivo venne eletto membro dell''Assemblea Nazionale, terminando il suo incarico dopo due mandati consecutivi nel 2007. Dabirè ha svolto l'incarico di Commissario presso l'Unione monetaria dell'Africa Occidentale. Il 24 gennaio 2019, venne nominato Primo Ministro dal presidente Kaborè, dopo le dimissioni di Thieba. L'8 dicembre 2021, il presidente del Burkina Faso Kaborè revocò la carica di primo ministro a Dabirè.